# José María Belausteguigoitia Landaluce
José María Belausteguigoitia Landaluce, conegut com a José María Belauste o senzillament Belauste, (Bilbao, País Basc 1899 - Ciutat de Mèxic, Mèxic 1964) fou un futbolista basc, jugador de l'Athletic Club i guanyador d'una medalla olímpica.

## Biografia
Va néixer el 3 de setembre de 1899 a la ciutat de Bilbao. Fou germà dels també futbolistes Benigno, Francisco i Ramón Belauste. Es casà amb Dolores Zuloaga, neboda del pintor Ignacio Zuloaga.
Va estudiar dret a la Universitat de Salamanca, i posteriorment exercí d'advocat.
Va morir el 4 de setembre de 1964 a Ciutat de Mèxic, capital de Mèxic, a conseqüència d'un càncer de pulmó.

## Carrera esportiva

### Trajectòria per clubs
Va desenvolupar tota la seva carrera futbolística a l'Athletic Club de Bilbao, en el qual coincidí amb Rafael Moreno Aranzadi Pichichi'. Al llarg dels seus anys jugats amb el club bilbaí aconseguí guanyar sis Copes d'Espanya, en una època en la qual encara no es disputava el campionat de Lliga. Belauste té el rècord de finals de Copa disputades, amb un total de nou, rècord compartit amb Agustín Gaínza.

### Internacional
Belauste fou un dels integrants de la selecció espanyola que participà en els Jocs Olímpics d'Estiu de 1920 realitzats a Anvers (Bèlgica), on aconseguí guanyar la medalla de plata en la competició. Amb la selecció jugà en tres dels cinc partits disputats, on marcà un gol.
Mai tornà a jugar amb la selecció, si bé fou convocat per participar en els Jocs Olímpics d'estiu de 1924 realitzats a París (França). Degut al baix estat de forma que patí en aquells moments no jugà el partit de la ronda preliminar contra Itàlia, on Espanya fou eliminada.

## Militància política i exili
Fou important la seva militància al Partit Nacionalista Basc (PNB), sent el seu germà Francisco un dels fundadors. El 1922 fou expulsat del país per la seva participació en un míting en el qual les autoritats van considerar massa nacionalistes les seves paraules, si bé pogué retornar posteriorment a Espanya.
Durant un temps abandonà la militància del PNB per fundar Acció Nacionalista Basca, un partit d'esquerres i laic. La crema d'esglésies per part de membres d'aquest partit durant els primers temps de la Guerra Civil espanyola feu que abandonés la seva militància retornant al PNB. Amb l'entrada de les tropes franquistes a Bilbao abandonà el País Basc i s'exilià a Ciutat de Mèxic, on visqué fins a la seva mort.